# Murciana (flamenco)
La murciana es un cante minero, y con el mismo título, es un palo del cante flamenco propio de los denominados cantes de Levante, gestados durante el siglo XIX en la Sierra minera de Cartagena-La Unión. Más precisamente, es una modalidad de la taranta un grupo de cantes que hace parte también de los cantes minero-levantinos propiamente dichos.
La murciana parece ser la versión flamenca del fandango de Murcia. Como prueba, arguyen que para las letras de la murciana se utiliza preferentemente la quintilla octosilábica propia de los fandangos.
Varios cantaores han grabado o registrado murcianas. Entre ellos, destacan El Mochuelo, el Cojo de Málaga, Pepe Marchena, Curro Piñana y Ana Mochón Cifuentes.